# Episodi di Senza traccia (quinta stagione)
La quinta stagione della serie televisiva Senza traccia è composta da 24 episodi ed è stata trasmessa in prima visione negli Stati Uniti da CBS dal 24 settembre 2006 al 10 maggio 2007.
In Italia è stata trasmessa da Rai 2 dal 18 novembre 2008 al 27 aprile 2009.
| nº | Titolo originale        | Titolo italiano            | Prima TV USA      | Prima TV Italia  |
| -- | ----------------------- | -------------------------- | ----------------- | ---------------- |
| 1  | Stolen                  | Dimenticato                | 24 settembre 2006 | 18 novembre 2008 |
| 2  | Candy                   | Candy                      | 1º ottobre 2006   | 25 novembre 2008 |
| 3  | 911                     | Pronto intervento          | 8 ottobre 2006    | 25 novembre 2008 |
| 4  | All for One             | Sorelle                    | 15 ottobre 2006   | 17 febbraio 2009 |
| 5  | The Damage Done         | Il gioco del destino       | 22 ottobre 2006   | 24 febbraio 2009 |
| 6  | The Calm Before         | Il rimorso                 | 29 ottobre 2006   | 24 febbraio 2009 |
| 7  | All the Sinners, Saints | Il male oscuro             | 5 novembre 2006   | 3 marzo 2009     |
| 8  | Win Today               | Buon sangue non mente      | 12 novembre 2006  | 3 marzo 2009     |
| 9  | Watch Over Me           | Il mercato degli innocenti | 19 novembre 2006  | 10 marzo 2009    |
| 10 | The Thing With Feathers | Sotto il cielo stellato    | 3 dicembre 2006   | 10 marzo 2009    |
| 11 | Fade-Away               | Svanire                    | 10 dicembre 2006  | 16 marzo 2009    |
| 12 | Tail Spin               | Il volo del destino        | 7 gennaio 2007    | 16 marzo 2009    |
| 13 | Eating Away             | Solo per amore             | 14 gennaio 2007   | 23 marzo 2009    |
| 14 | Primed                  | Verità nascosta            | 21 gennaio 2007   | 23 marzo 2009    |
| 15 | Desert Springs          | Indietro non si torna      | 18 febbraio 2007  | 30 marzo 2009    |
| 16 | Without You             | Senza di te                | 4 marzo 2007      | 30 marzo 2009    |
| 17 | Deep Water              | Acque profonde             | 11 marzo 2007     | 6 aprile 2009    |
| 18 | Connections             | Connessioni                | 18 marzo 2007     | 6 aprile 2009    |
| 19 | At Rest                 | Tutta la verità            | 25 marzo 2007     | 7 aprile 2009    |
| 20 | Skin Deep               | Una scelta difficile       | 8 aprile 2007     | 7 aprile 2009    |
| 21 | Crash and Burn          | Patto mortale              | 15 aprile 2007    | 21 aprile 2009   |
| 22 | One and Only            | Il giudice                 | 29 aprile 2007    | 21 aprile 2009   |
| 23 | Two of Us               | Due di noi                 | 6 maggio 2007     | 27 aprile 2009   |
| 24 | The Beginning           | Il rapimento di Sophie     | 10 maggio 2007    | 27 aprile 2009   |

## Dimenticato
- Titolo originale: Stolen
- Diretto da: Randy Zisk
- Scritto da: David Amann

## Candy
- Titolo originale: Candy
- Diretto da: Jonathan Kaplan
- Scritto da: Jan Nash e Greg Walker

## Pronto intervento
- Titolo originale: 911
- Diretto da: Jeannot Swzarc
- Scritto da: Amanda Segel Marks

## Sorelle
- Titolo originale: All for One
- Diretto da: Kate Woods
- Diretto da: Byron Balasco

## Il gioco del destino
- Titolo originale: The Damage Done
- Diretto da: John Peters
- Scritto da: Diego Gutiérrez

## Il rimorso
- Titolo originale: The Calm Before
- Diretto da: Peter Markle
- Scritto da: Jan Nash

### Trama
- Nota. Questo è l'episodio numero 100 della serie.

## Il male oscuro
- Titolo originale: All the Sinners, Saints
- Diretto da: Martha Mitchell
- Scritto da: José Molina

## Buon sangue non mente
- Titolo originale: Win Today
- Diretto da: Jeannot Swzarc
- Scritto da: David H. Goodman

## Il mercato degli innocenti
- Titolo originale: Watch Over Me
- Diretto da: Bobby Roth
- Scritto da: Byron Balasco e David Mongan

## Sotto il cielo stellato
- Titolo originale: The Thing With Feathers
- Diretto da: Scott White
- Scritto da: Gwendolyn M. Parker

## Svanire
- Titolo originale: Fade-Away
- Diretto da: Jonathan Kaplan
- Scritto da: David Amann e Greg Walker

### Trama
Il diciassettenne Ted Soros scompare dopo una partita a basket. La squadra scopre che il giovane frequentava la scuola grazie ad una borsa di studio. Inoltre, il ragazzo aveva recentemente contattato la madre per avere un consiglio legale e potrebbe quindi aver commesso un reato. Jack viene a sapere che Ann ha perduto il bambino e perciò l'assiste in clinica.

## Il volo del destino
- Titolo originale: Tail Spin
- Diretto da: Peter Markle
- Scritto da: Diego Gutiérrez

## Solo per amore
- Titolo originale: Eating Away
- Diretto da: Martha Mitchell
- Scritto da: David H. Goodman e Alicia Kirk

### Trama
La squadra cerca Barry Rosen, un uomo che è stato avvelenato con della candeggina durante una recente gara fra mangiatori. Le indagini rivelano che negli ultimi tempi l'uomo si era rivolto ad una prostituta per avere consigli sulle donne. Carlos chiede aiuto a Danny ed Elena informa quest'ultimo di essere stata citata da Carlos, il quale pretende la custodia di Sofie.

## Verità nascosta
- Titolo originale: Primed
- Diretto da: John F. Showalter
- Scritto da: Jan Nash

### Trama
Abby Horton, pittrice affermata, scompare. La donna era in crisi e stava distruggendo i suoi dipinti, tutti ricavati da foto scattate da lei. La sua scomparsa potrebbe essere collegata con il fatto che uno dei suoi soggetti potrebbe non essere rimasto piacevolmente colpito dal suo lavoro.

## Indietro non si torna
- Titolo originale: Desert Springs
- Diretto da: Eriq La Salle
- Scritto da: David Amann

## Senza di te
- Titolo originale: Without You
- Diretto da: Jeannot Swzarc
- Scritto da: José Molina

## Acque profonde
- Titolo originale: Deep Waters
- Diretto da: Paul McCrane
- Scritto da: Anthony La Paglia e Byron Balasco

## Connessioni
- Titolo originale: Connections
- Diretto da: Rosemary Rodriguez
- Scritto da: David Mongan e David H. Goodman

## Tutta la verità
- Titolo originale: At Rest
- Diretto da: Jonathan Kaplan
- Scritto da: Gwendolyn M. Parker e Jan Nash

## Una scelta difficile
- Titolo originale: Skin Deep
- Diretto da: Eric Close
- Scritto da: Amanda Segel Marks

## Patto mortale
- Titolo originale: Crash and Burn
- Diretto da: John Polson
- Scritto da: David Amann e Alicia Kirk

## Il giudice
- Titolo originale: One and Only
- Diretto da: Kate Woods
- Scritto da: Diego Gutiérrez e Byron Balasco

## Due di noi
- Titolo originale: Two of Us
- Diretto da: John F. Showalter
- Scritto da: Greg Walker e José Molina

## Il rapimento di Sophie
- Titolo originale: The Beginning
- Diretto da: Jeannot Swzarc
- Scritto da: David H. Goodman e Jan Nash